# Coriolano
Coriolano (título original en inglés, Coriolanus) es una tragedia de William Shakespeare, que se cree que fue escrita entre 1605 y 1608. La tragedia está considerada como una de las dos últimas tragedias escritas por Shakespeare junto con Antonio y Cleopatra.
La tragedia gira alrededor de Cayo Marcio Coriolano, un brillante general romano de la época de la República que es desterrado de Roma y dirige un asalto a la ciudad. Solo el ruego de su madre evita que arrase Roma. Un cambio de opinión que le conduce a la muerte.

## Personajes
- Cayo Marcio Coriolano
- Menenio Agripa. Amigo de Coriolano
- Cominio. General romano
- Tito Larcio. General romano
- Volumnia. Madre de Coriolano
- Virgilia. Esposa de Coriolano
- Joven Marcio. Hijo de Coriolano
- Valeria. Amiga de Virgilia
- Sicinio Veluto. Tribuno del pueblo
- Junio Bruto. Tribuno del pueblo
- Ciudadanos romanos
- Senadores romanos
- Patricios
- Soldados del ejército romano
- Un teniente del ejército romano
- Un Heraldo romano
- Oficiales del senado romano
- Una dama
- Tulo Aufidio. General del ejército volsco
- Su lugarteniente
- Conspiradores
- Senadores volscos
- Soldados del ejército volsco
- Centinelas
- Nicanor. Un romano
- Adrián. Un volsco
- Mensajeros
- Ediles
- Sirvientes